# 早川正
早川 正（はやかわ ただし）は、日本の男性脚本家。

## 経歴
アニメの脚本などを手がけていたが、ゲームソフト会社日本ファルコムに転職。日本ファルコム在籍時代には、ゲームのシナリオを中心に、同社のノベルやOVAの脚本なども手がけた。
退社後、再びアニメ業界へ戻り、『ギャラクシーエンジェル』シリーズなど多くのアニメの脚本やシリーズ構成を手がける。

## 参加作品

### ゲーム
- ドラゴンスレイヤー英雄伝説II
- 風の伝説ザナドゥII
- 英雄伝説 ガガーブトリロジー
  - 英雄伝説III 白き魔女
  - 英雄伝説IV 朱紅い雫
  - 英雄伝説V 海の檻歌
- ブランディッシュシリーズ
  - ブランディッシュ2
  - ブランディッシュ3
  - ブランディッシュVT（ブランディッシュ4）
- ぽっぷるメイル
- 落シ刑事 〜刑事さん、私がやりました〜

### アニメ
- あたしンち
- イース
  - イース 天空の神殿 〜アドル・クリスティンの冒険〜
- ドラえもん
- ゲンジ通信あげだま
- トランスフォーマー カーロボット
- マーメイドメロディー ぴちぴちピッチ
  - マーメイドメロディー ぴちぴちピッチピュア
- 三つ目がとおる
- 陸奥圓明流外伝 修羅の刻
- ギャラクシーエンジェル
- ギャラクシーエンジェる〜ん
- 鋼鉄神ジーグ
- 遊☆戯☆王デュエルモンスターズ
- 遊☆戯☆王5D's
- マジンカイザーSKL
- サイボーグ009VSデビルマン
- ゲッターロボ アーク

### 漫画
- 猟界のゼーレン

### 小説
- PROJECT KAISER 誕生編

『マジンカイザーSKL』のプレストーリー。OVAスタッフや視聴者への裏設定紹介用として書き上げられたもの。
- エウロパの涙

『猟界のゼーレン』の外伝小説。『PROJECT KAISER 誕生編』の設定が幾つか再利用されている。
- スーパーロボットINFINITISM

BANDAI SPIRITSのプラモデル「INFINITISM」シリーズのフォトストーリー。メカニックデザイナーが共通という点以外は『劇場版 マジンガーZ ／ INFINITY』とは無関係で、独自の世界設定。『PROJECT KAISER 誕生編』『エウロパの涙』の設定が幾つか再利用されている他、鋼鉄ジーグ編は『鋼鉄神ジーグ』の前日譚に相当する内容になっている等、作者の過去作品との繋がりが強い。

## 著書
ブランディッシュ・アレス 呼び覚ます運命　ISBN 978-4893661463
主人公アレスの過去を描いた小説。1993年11月にログアウト冒険文庫より書き下ろしで出版された後、ファルコム公式サイトに連載され現在も読むことが可能。。
サイボーグ009VSデビルマン トゥレチェリイズ〜裏切り者たち〜　ISBN 978-4041031575
『サイボーグ009VSデビルマン』に繋がる前日譚小説。